# Attaque de drone de 2022 contre la base navale de Sébastopol
Le 29 octobre 2022, une attaque de drones à grande échelle a lieu contre la flotte de la mer Noire au mouillage dans la base navale de Sébastopol, dans le contexte de l'invasion russe de l'Ukraine,.

## Déroulement des événements
Le matin du 29 octobre 2022, le gouverneur russe de Sébastopol en Crimée occupée par la Russie, Mykhaïlo Razvojaïev, annonce une attaque à l'aide de drones contre les navires de la flotte de la mer Noire de la fédération de Russie, qui mouillent dans les eaux de la baie de Sébastopol. Selon Razvojaïev, cette attaque est la plus importante qu'ait connue la Crimée depuis le 24 février, jour du début de l'invasion russe de l'Ukraine. Plusieurs drones autonomes (9 aériens et 7 maritimes composés de drones de surface navals et de drones aériens) auraient participé à l'opération.
Selon l'agence russe TASS, à 4 h 20 le 29 octobre, une forte explosion est entendue, suivie de plusieurs autres détonations. Les chaînes Telegram commencent à diffuser des vidéos montrant de la fumée noire au-dessus de Sébastopol accompagnée d'un bruit d'explosion.

## Conséquences
Le ministère de la Défense russe signale qu'à la suite de l'attaque, le dragueur de mines Ivan Goloubets a été endommagé, ainsi que le barrage de la baie de Youjnaïa. Le ministère ajoute que les navires attaqués étaient « impliqués dans la garantie de la sécurité du corridor céréalier dans le cadre de l'exportation de nourriture depuis les ports ukrainiens ».
Les chaînes ukrainiennes rapportent que 4 navires de guerre russes pourraient avoir été endommagés lors de l'attaque, dont la frégate Amiral Makarov, à partir de laquelle les troupes russes ont lancé des missiles Kalibr sur des cibles situées sur le territoire de l'Ukraine. C'est notamment depuis ce navire qu'une attaque fut menée contre la ville de Vinnytsia le 14 juillet 2022.
Les analystes de GeoConfirmed estiment qu'entre 6 et 8 drones ont été impliqués dans l'attaque des navires russes, pour un résultat d'au moins trois navires touchés ; deux drones ont probablement été détruits avant d'avoir atteint leur cible.

## Réaction
Après les attaques, les autorités russes décident de supprimer l'accès aux vidéos des caméras de surveillance de la ville aux habitants de Sébastopol, affirmant qu'elles « donnent à l'ennemi la possibilité de détecter les systèmes de défense de la ville ».
La Russie tient pour responsable l'Ukraine et le Royaume-Uni. Selon des représentants des autorités russes, l'attaque a été menée « sous la direction de spécialistes britanniques situés dans la ville d'Otchakiv, dans la région de Mykolaïv en Ukraine ». Dans le même temps, les Russes déclarent que cette même unité de « spécialistes britanniques » est impliquée dans « l'acte terroriste en mer Baltique », le sabotage des gazoducs Nord Stream. Les représentants de la Grande-Bretagne qualifient ces déclarations de « mensonge d'une ampleur épique ».
En réponse à l'attaque, la Russie annonce la « suspension » de la participation à l'accord sur l'exportation des céréales ukrainiennes via la mer Noire. Avant ces événements, l'Ukraine mit en garde contre les projets de la Russie de se retirer de « l'accord sur les céréales ».